# Heinrich-Plett-Allee

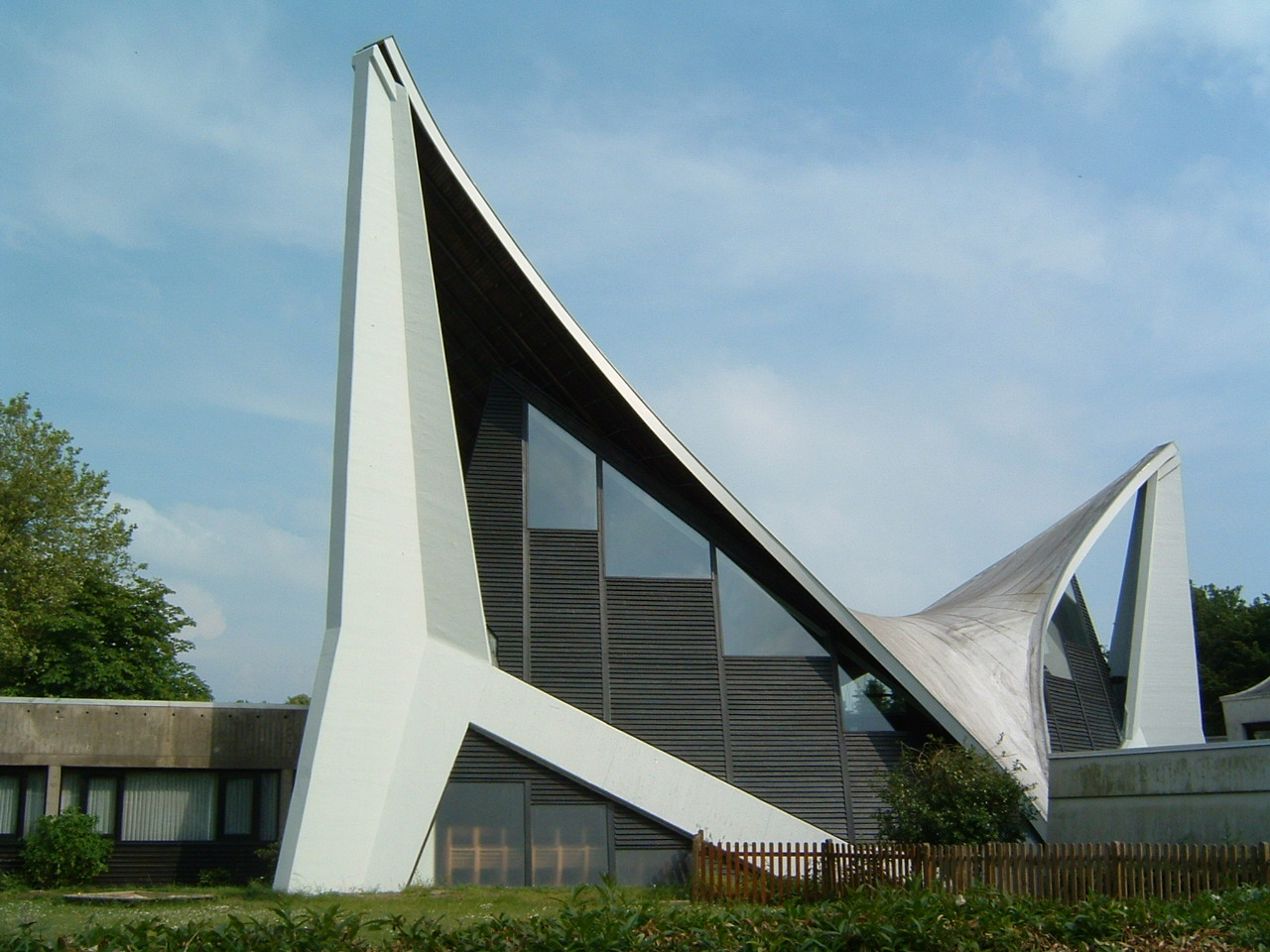
Dietrich-Bonhoeffer-Gemeindezentrum Huchting

Die Heinrich-Plett-Allee ist eine Straße in Bremen Stadtteil Huchting, Ortsteile Mittelshuchting und Sodenmatt. Sie führt in Nord-Südost-Richtung von der Huchtinger Heerstraße zur Kirchhuchtinger Landstraße.
Sie gliedert sich in die Teilbereiche
- Huchtinger Heerstraße bis Bundesstraße 75 und
- Bundesstraße 75 bis Kirchhuchtinger Landstraße.

Sie bildet mit der Huchtinger Heerstraße und der Kirchhuchtinger Landstraße eine Ringstraße.
Die Querstraßen wurden benannt zumeist nach belgischen und niederländischen Städten als Brüsseler Straße, Löwener Straße, Luxemburger Straße, Flämische Straße, Mechelner Straße, Bundesstraße 75, Leeuwarder Straße, Am Sodenmatt nach einem Flurgrundstück, auf dem Grassoden gestochen wurden, Nimweger Straße, Delfter Straße, Bredaer Straße (Fußwegverbindung); ansonsten siehe beim Link zu den Straßen.

## Geschichte

### Name
Die Straße wurde Ende der 1950er oder Anfang der 1960er Jahre als Huchtinger Ring erbaut. Im Juli 1963 wurde sie nach Heinrich Plett (1908–1963) benannt. Plett war Vorstandsvorsitzender des Wohnungsunternehmens Neue Heimat. Diese Gesellschaft, heute in Bremen die Gewoba, baute hier den wesentlichen Anteil aller Wohnungen.

### Entwicklung
1063 wurde Huchtinghebroch erstmals erwähnt, danach 1288 Kirch- und 1384 Mittelshuchting. 1945 wurde die bremische Landgemeinde Huchting ein Stadtteil von Bremen.
Der Ortsteil Sodenmatt entwickelte sich erst nach dem Zweiten Weltkrieg. Hauptsächlich durch die Gewoba wurden in den 1950er und 1960er Jahren über 3.000 Wohnungen errichtet, vorwiegend für den sozialen Wohnungsbau. Zugleich entstand 1960/1964 der sieben Hektar große Sodenmattsee mit dem Park. Die Straße wurde in dieser Zeit bebaut. Der Ortsteil hat heute um die 7.000 Einwohner. Der teilweise durch diese Straße erschlossene Ortsteil Mittelshuchting hat über 10.000 Einwohner.

### Verkehr
Die Heinrich-Plett-Allee gehört zu einem Straßenring in Huchting, zu dem auch die Huchtinger Heerstraße und die Kirchhuchtinger Landstraße gehören.
Im Nahverkehr in Bremen fahren hier die Buslinien
- im Ringverkehr die 57 und 58 von und zum Roland-Center
- sowie ab Roland-Center die Linien 52 und 55, welche die Straße tangieren.

Ab 2022 wird die Straßenbahnlinie 1 (Bf Mahndorf – Mittelshuchting) der Straßenbahn Bremen als Verlängerung ab dem Roland-Center gebaut.

## Gebäude und Anlagen
An der Straße befinden sich überwiegend zwei- bis viergeschossige Wohngebäude.

### Erwähnenswerte Gebäude und Anlagen
- Zwischen Nr. 19/33: Evangelische Dietrich-Bonhoeffer-Gemeindezentrum Huchting von 1971 nach Plänen von Carsten Schröck, benannt nach Pastor und Widerstandskämpfer Dietrich Bonhoeffer.[1][2]
- Nr. 7: 1-gesch. Ladenpassage
- Nr. 18/20: 1-gesch. Einkaufszentrum
- Flämische Str. 4 Ecke Heinrich-Plett-Allee: 8-gesch. Wohnhaus mit Laubengängen sowie 1-gesch. Einkaufszentrum
- Kleingartengebiet Hohe-Feld Huchting an der B 75
- Der nahe Sodenmattsee mit Grünanlage am Sodenmattsee
- Ecke Straße Am Sodenmatt: Kleiner Platz mit Wochenmarkt
- Ecke Nimweger Straße: 1-gesch. Einkaufszentrum und nahes Bürger- und Sozialzentrum Huchting (BUS)
- Brücke über die stillgelegte Bremen-Thedinghauser Eisenbahn (BTE)

### Kunstobjekte
- Flämische Straße 9 (Schule): Windflügel von Tomitaro Nachi (1978)